# Max-Planck-Institut für molekulare Zellbiologie und Genetik
Das Max-Planck-Institut für molekulare Zellbiologie und Genetik (MPI-CBG) ist eine Forschungseinrichtung der molekularen Biologie in Dresden und gehört zur Max-Planck-Gesellschaft. Die Abkürzung CBG steht für den vollen englischen Namen Cell Biology and Genetics.
Forschungsgegenstände des Instituts sind unter anderem: Mechanismen der Zellorganisation, Zellkommunikation, Differenzierung verschiedener Zelltypen und deren Verbindung zu komplexen Geweben und Organismen. Zu diesem Zweck werden Versuche an verschiedenen Modellorganismen durchgeführt, so zum Beispiel an Hefen, Fadenwürmern, Fruchtfliegen, Zebrafischen, Krallenfröschen und Mäusen.
Das Institut wird von sechs wissenschaftlichen Direktoren geleitet, von denen drei mit dem Gottfried-Wilhelm-Leibniz-Preis ausgezeichnet wurden. Es beschäftigt etwa 550 Mitarbeiter, davon ungefähr die Hälfte ausländischer Herkunft.
Das MPI-CBG wurde 1998 gegründet. Nachdem der Straßenbahnhof Pfotenhauerstraße in Dresden-Johannstadt im Mai 1998 außer Betrieb genommen worden war, übernahm ihn die Max-Planck-Gesellschaft im Dezember des Jahres und ließ die noch vorhandenen Hallen abreißen. Im Frühjahr 1999 begann auf dem Gelände der Bau der Institutsgebäude, der Ende 2000 abgeschlossen wurde. Seit Februar 2001 ist die Einrichtung in Betrieb. Am 27. März 2002 erfolgte die offizielle Einweihung durch den damaligen Präsidenten der Max-Planck-Gesellschaft, Hubert Markl, den ehemaligen sächsischen Ministerpräsidenten Kurt Biedenkopf und Gerhard Schröder, seinerzeit Bundeskanzler.

## Institutsgelände
Auf dem an der Pfotenhauerstraße in unmittelbarer Nachbarschaft zum Universitätsklinikum Carl Gustav Carus Dresden gelegenen Institutsgelände stehen mehrere Gebäude mit einer Gesamtgrundfläche von 24.126 m², die von den finnischen Architekten Mikko Heikkinen und Markku Komonen sowie dem deutschen Architekturbüro HENN entworfen wurden. Die Gesamtkosten beliefen sich auf 55 Millionen Euro. Das Gelände diente früher den Dresdner Verkehrsbetrieben als Straßenbahndepot und grenzt direkt an ein Wohngebiet mit alten Stadtvillen.

### Hauptgebäude
Im Hauptgebäude sind die Labore, die Verwaltung, die Bibliothek, eine Kantine, eine Cafeteria und andere forschungsunterstützende Einrichtungen untergebracht. Es hat eine Grundfläche von 20.541 m² und besteht hauptsächlich aus Beton, Stahl und Sandstein. Die Außenfassade ist mit einer Metallgitterstruktur verkleidet, die die Klimatisierung der Räume unterstützen soll. Farblich erscheint das Gebäude abhängig vom Lichteinfall in Grün, Blau und Türkis. Die Ausgestaltung des Gebäudeinneren ist minimalistisch gehalten. Die Wände sind weder verputzt noch tapeziert oder gestrichen, sondern nur abgeschliffener Beton. Der Boden des Eingangsbereichs besteht aus Sandstein, in dem Fossilien enthalten sind. Die als Atrium bezeichnete Eingangshalle erstreckt sich über vier Geschosse und wird von einer großen Wendeltreppe dominiert, die einem DNA-Strang nachempfunden ist. Die oberen Geschosse sind in so genannte home bases gegliedert, auf einem Stockwerk befinden sich jeweils zwei davon. Zur Gebäudevorderseite liegen die Büros, getrennt durch einen Gang, dahinter die Labore. Diese Aufteilung soll die kooperative Arbeit der Forschungsgruppen untereinander, als auch innerhalb einer Gruppe, unterstützen.

### Funktionsgebäude
Im Funktionsgebäude werden die Versuchstiere gehalten. Es schließt sich in Richtung des Universitätsklinikums direkt an das Hauptgebäude an. Das flache Gebäude mit einer Grundfläche von 2.678 m² ist eine einfache Konstruktion aus Stahl und Beton.

### Zentrum für Systembiologie Dresden
Das Zentrum für Systembiologie Dresden (CSBD) befindet sich mit seiner goldenen Fassade vor dem Gästehaus. Das Zentrum ist eine Initiative der Max-Planck-Gesellschaft gemeinsam mit der Technischen Universität Dresden (TUD) und wurde 2010 vom Max-Planck-Institut für molekulare Zellbiologie und Genetik (MPI-CBG) und dem Max-Planck-Institut für Physik komplexer Systeme (MPI-PKS) gegründet. Am 31. Mai 2017 wurden das Gebäude und das Zentrum offiziell eröffnet. Ein interdisziplinäres Team aus Physikern, Informatikern, Bioinformatikern, Mathematikern und Biologen erforscht im CSBD komplexe biologische Systeme auf allen Ebenen – von Molekülen über Zellen bis hin zu Geweben – und entwickelt dazu theoretische und rechnergestützte Methoden.

### Gästehaus
Das Gästehaus liegt am hinteren Ende des Geländes. Zwischen Funktionsgebäude und Gästehaus befindet sich das Zentrum für Systembiologie Dresden. Das Gästehaus dient zur temporären Unterbringung von zugezogenen Mitarbeitern, bis diese eigene Wohnräume beziehen und hat eine Grundfläche von 943 m². Architektonisch interessant sind die schräg nach oben verlaufenden Aufgänge an der Vorderseite.

## Services und Facilities
Im Institut gibt es Einrichtungen für:
- Herstellung von Antikörpern
- Elektronen- und Lichtmikroskopie
- Poster- und Bilddruck (Photo Lab)
- Massenspektrometrie
- DNA-Sequenzierung
- Transgenetik
- Entsorgung von Bio- und Chemieabfällen (Autoklaven)

Des Weiteren gibt es Abteilungen für Technologietransfer, EDV, Öffentlichkeitsarbeit und eine nichtöffentliche Bibliothek.

## Leitung
Die Führung des Instituts wird von sechs Direktoren wahrgenommen. Im Gegensatz zu den meisten anderen Max-Planck-Instituten sind den Direktoren keine Abteilungen zugeordnet, sondern die Forschung erfolgt in einem Netzwerk von Arbeitsgruppen, um auf die sich schnell wandelnden Forschungsrichtungen reagieren zu können. Die Direktoren sind:
- Anne Grapin-Botton
- Stephan Grill
- Heather Harrington
- Meritxell Huch Ortega
- Anthony Hyman
- Marino Zerial

Der Geschäftsführender Direktor (Managing Director) wird im Zwei-Jahres-Turnus besetzt, seit Juli 2023 ist dies Anne Grapin-Botton. Emeritierte Direktoren sind Kai Simons, Wieland B. Huttner, Elisabeth Knust und Eugene Myers.

## International Max Planck Research School (IMPRS)
Das Max-Planck-Institut für molekulare Zellbiologie und Genetik ist an der International Max Planck Research School for Cell, Developmental and Systems Biology beteiligt. Eine IMPRS ist ein englischsprachiges Doktorandenprogramm zur strukturierten Promotion. Weitere Partner in der IMPRS sind die Technische Universität Dresden, das Max-Planck-Institut für Physik komplexer Systeme und die „Dresden International Graduate School for Biomedicine and Bioengineering“, die gemeinsam im Wissenschaftsverbund DRESDEN-concept organisiert sind. Sprecher der IMPRS ist Ivo F. Sbalzarini.

## Internationales Ranking
Von der Wissenschaftszeitschrift The Scientist wurde in der Märzausgabe das Institut als „Best Place to Work 2009“ (Bester Platz zum Arbeiten) für Postdoktoranden in einem Ranking ermittelt. Im Oktober 2009 wurde dem Institut wiederum von der Zeitschrift The Scientist zudem der Titel „Best Place to Work in Academia 2009“ verliehen. Es führt die Liste der zehn besten Forschungseinrichtungen außerhalb der USA des Jahres 2009 an, unter denen sich keine weitere deutsche befindet.